# إيرني غرونفيلد
إيرني غرونفيلد (بالإنجليزية: Ernie Grunfeld)‏ مواليد 24 أبريل 1955 في ساتو ماري، هو مدرب كرة سلة أمريكي ولاعب معتزل. بدأ مسيرته الاحترافية في سنة 1977. تم اختياره من قبل فريق ميلووكي باكز خلال الدرافت. يدرب فريق واشنطن ويزاردز في الرابطة الوطنية لكرة السلة. يبلغ طوله 6 قدم 6 بوصة (2.0 م). شارك في دورة الألعاب الأولمبية الصيفية سنة 1976. اعتزل اللعب في 1986. أحرز خلال مسيرته في الإن بي إيه 5124 نقطة بمعدل 7.4 نقاط في المباراة الواحدة.

## المسيرة الاحترافية
لعب مع ميلووكي باكز من سنة 1977 إلى 1979، ثم لعب مع سكرامنتو كينغز من سنة 1979 إلى 1982، ثم لعب مع نيويورك نيكس من سنة 1982 إلى 1986.

## الميداليات
| الميدالية | المسابقة                       |
| --------- | ------------------------------ |
| ذهبية     | الألعاب الأولمبية الصيفية 1976 |
| ذهبية     | دورة الألعاب الأمريكية 1975    |
| فضية      | ألعاب مكابيه 1973              |

## روابط خارجية
- إيرني غرونفيلد على موقع الاتحاد الدولي لكرة السلة (الإنجليزية)
- إيرني غرونفيلد على موقع إن بي أي (الإنجليزية)
- إيرني غرونفيلد على موقع سبورتس رفرنس (الإنجليزية)
- إيرني غرونفيلد على موقع كلية كرة السلة في سبورتس رفرنس.كوم (الإنجليزية)
- إيرني غرونفيلد على موقع ريلجم (الإنجليزية)
- إيرني غرونفيلد على موقع بروبوليرز (الإنجليزية)
- إيرني غرونفيلد على موقع سبورتس رفرنس (الإنجليزية)
- إيرني غرونفيلد على موقع سبورتس رفرنس (الإنجليزية)
- إيرني غرونفيلد على موقع أوليمبيديا (الإنجليزية)
- إيرني غرونفيلد على موقع قاعة تينيسي للمشاهير الرياضية (الإنجليزية)